# نیکولاس برندن
نیکولاس برندن شولتز (به انگلیسی: Nicholas Brendon Schultz) بازیگر آمریکایی و متولد ۱۲ آوریل ۱۹۷۱ در لوس آنجلس است.

## فیلم‌شناسی
از جمله فیلم‌هایی که او در آن بازی کرده است می‌توان به بازی در مجموعه تلویزیونی بافی قاتل خون‌آشام‌ها و مهمانی ساحل روانی اشاره کرد.